# Persone di nome Marin
| Questa pagina contiene informazioni ricavate automaticamente dalle voci biografiche con l'ausilio del template Bio e di un bot. L'aggiornamento è periodico e automatico e ricostruisce completamente la pagina. Se manca una persona in questa lista, sei pregato di non aggiungerla, ma accertati piuttosto che la sua voce biografica contenga il template Bio e che i dati anagrafici siano correttamente compilati. Se il template Bio manca, inseriscilo tu stesso o, in alternativa, metti l'avviso {{tmp\|Bio}} che ne segnala la mancanza. Se i dati riportati sono sbagliati, correggi direttamente la voce biografica; le modifiche saranno visibili in questa lista entro pochi giorni. Per chiarimenti vedi il progetto antroponimi. La lista contiene solo le 65 persone che sono citate nell'enciclopedia e per le quali è stato implementato correttamente il template Bio. Pagina aggiornata al 22 lug 2025. |

Questa è una lista di persone presenti nell'enciclopedia che hanno il nome Marin, suddivise per attività principale.

## Allenatori di calcio(5)
- Marin Bakalov, allenatore di calcio e ex calciatore bulgaro (n. 1962)
- Marin Dragnea, allenatore di calcio e ex calciatore rumeno (Slobozia Moară, n. 1956)
- Marin Ion, allenatore di calcio e ex calciatore rumeno (Ciorogârla, n. 1955)
- Marin Kovačić, allenatore di calcio e calciatore croato (Spalato, n. 1943 - Spalato, † 2016)
- Marin Oršulić, allenatore di calcio e ex calciatore croato (Metković, n. 1987)

## Architetti(1)
- Marin de la Vallée, architetto francese (Parigi - Parigi, † 1655)

## Attrici(4)
- Marin Hinkle, attrice statunitense (Dar es Salaam, n. 1966)
- Marin Ireland, attrice statunitense (Camarillo, n. 1979)
- Marin Mazzie, attrice e cantante statunitense (Rockford, n. 1960 - New York, † 2018)
- Marin Sais, attrice statunitense (San Rafael, n. 1890 - Los Angeles, † 1971)

## Banchieri(1)
- Marin Tourlonias, banchiere francese (Augerolles, n. 1725 - Roma, † 1785)

## Calciatori(24)
- Marin Aničić, ex calciatore bosniaco (Mostar, n. 1989)
- Marin Con, ex calciatore croato (Fiume, n. 1985)
- Marin Glavaš, calciatore croato (Imoschi, n. 1992)
- Marin Jakoliš, calciatore croato (Sebenico, n. 1996)
- Marin Jurina, calciatore bosniaco (Livno, n. 1993)
- Marin Karamarko, calciatore croato (Pola, n. 1998)
- Marin Kurtela, ex calciatore croato (Ragusa, n. 1952)
- Marin Lalić, ex calciatore croato (Bjelovar, n. 1969)
- Marin Laušić, calciatore croato (Spalato, n. 2001)
- Marin Leovac, calciatore croato (Jajce, n. 1988)
- Marin Ljubičić, calciatore croato (Metković, n. 1988)
- Marin Ljubičić, calciatore croato (Spalato, n. 2002)
- Marin Matoš, calciatore croato (Zagabria, n. 1989)
- Marin Petkov, calciatore bulgaro (Etropole, n. 2003)
- Marin Pilj, calciatore croato (Gospić, n. 1996)
- Marin Pongračić, calciatore croato (Landshut, n. 1997)
- Marin Prekodravac, calciatore croato (Osijek, n. 2005)
- Marin Radu, ex calciatore rumeno (Mareş, n. 1956)
- Marin Tomasov, calciatore croato (Zara, n. 1987)
- Marin Tufan, ex calciatore rumeno (Istria, n. 1942)
- Marin Vidošević, ex calciatore croato (Imoschi, n. 1986)
- Marin Zulim, ex calciatore croato (Spalato, n. 1991)
- Marin Šotiček, calciatore croato (Novo Mesto, n. 2004)
- Marin Šverko, calciatore croato (Pforzheim, n. 1998)

## Cestisti(6)
- Marin Bavčević, ex cestista croato (Spalato, n. 1988)
- Marin Dokuzovski, ex cestista e allenatore di pallacanestro macedone (Skopje, n. 1960)
- Marin Marić, cestista croato (Spalato, n. 1994)
- Marin Mornar, cestista croato (Zagabria, n. 1993)
- Marin Romanski, ex cestista bulgaro (Botevgrad, n. 1945)
- Marin Rozić, ex cestista croato (Mostar, n. 1983)

## Gambisti(1)
- Marin Marais, gambista e compositore francese (Parigi, n. 1656 - Parigi, † 1728)

## Giornalisti(1)
- Marin Mema, giornalista e conduttore televisivo albanese (Tirana, n. 1981)

## Letterati(1)
- Marin Sanudo il Vecchio, letterato, geografo e viaggiatore italiano (Venezia)

## Medici(1)
- Marin Cureau de La Chambre, medico e filosofo francese (Saint-Jean-d'Assé, n. 1594 - † 1669)

## Militari(1)
- Marin Ghica, militare e aviatore rumeno (Bragadiru, n. 1908 - Bolintin-Vale, † 1943)

## Musiciste(1)
- Marin Alsop, musicista e direttrice d'orchestra statunitense (New York, n. 1956)

## Operai(1)
- Marin Boucher, operaio francese (Mortagne-au-Perche, n. 1587 - Québec, † 1671)

## Pallamanisti(1)
- Marin Dan, ex pallamanista rumeno (n. 1948)

## Pallavoliste(1)
- Marin Grote, pallavolista statunitense (Flagstaff, n. 1999)

## Pattinatrici artistiche su ghiaccio(1)
- Marin Honda, ex pattinatrice artistica su ghiaccio giapponese (Kyoto, n. 2001)

## Pesisti(1)
- Marin Premeru, pesista e discobolo croato (Fiume, n. 1990)

## Poeti(2)
- Marin Le Roy de Gomberville, poeta e romanziere francese (Parigi, n. 1600 - Parigi, † 1674)
- Marin Sorescu, poeta, drammaturgo e romanziere romeno (Bulzești, n. 1936 - Bucarest, † 1996)

## Politici(1)
- Marin Rajkov, politico e diplomatico bulgaro (Washington, n. 1960)

## Produttori cinematografici(1)
- Marin Karmitz, produttore cinematografico e regista rumeno (Bucarest, n. 1938)

## Rivoluzionari(1)
- Marin Bocconio, rivoluzionario (Venezia - Venezia)

## Schermidori(2)
- Marin Ivanov, ex schermidore bulgaro (n. 1979)
- Marin Mustață, schermidore rumeno (Bucarest, n. 1954)

## Sciatrici freestyle(1)
- Marin Hamill, sciatrice freestyle statunitense (Salt Lake City, n. 2001)

## Scrittori(1)
- Marin Preda, scrittore e poeta rumeno (Siliștea Gumești, n. 1922 - Palazzo di Mogoșoaia, † 1980)

## Storici(1)
- Marin Drinov, storico bulgaro (Panagjurište, n. 1838 - Charkiv, † 1906)

## Tennisti(2)
- Marin Draganja, tennista croato (Spalato, n. 1991)
- Marin Čilić, tennista croato (Međugorje, n. 1988)

## Teologi(1)
- Marin Mersenne, teologo, filosofo e matematico francese (Oizé, n. 1588 - Parigi, † 1648)